# 南バチュカ郡

南バチュカ郡
Јужнобачки округ
Južnobački okrug

南バチュカ郡（みなみバチュカぐん、セルビア語: Јужнобачки округ,クロアチア語: Južnobački okrug,ハンガリー語: Dél-bácskai körzet,スロバキア語: Juhobáčsky okres）はセルビア北部ヴォイヴォディナ自治州に位置する郡で、郡都は最大の都市であるノヴィ・サドである。人口は2002年の国勢調査で593,666人を有する。

## 基礎自治体
南バチュカ郡は11の基礎自治体とノヴィ・サド市に分かれている。また、ノヴィ・サドは2つの都市基礎自治体によって構成されている。基礎自治体を含め、77の市町村で構成されている。
- スルボブラン（Srbobran）（ハンガリー語: Szenttamás）
- バチュ（Bač）
- ベチェイ（Bečej）（ハンガリー語: Óbecse）
- ヴルバス（Vrbas）
- バチュカ・パランカ（Bačka Palanka）
- バチュキ・ペトロヴァツ（Bački Petrovac）（スロバキア語: Báčsky Petrovec）
- ジャバリ（Žabalj）
- ティテル（Titel）
- テメリン（Temerin）
- ベオチン（Beočin）
- スレムスキ・カルロヴツィ（Sremski Karlovci）
- ノヴィ・サド（Novi Sad）は2つの基礎自治体で構成。ノヴィ・サド基礎自治体（Novi Sad municipality）、ペトロヴァラディン（Petrovaradin）

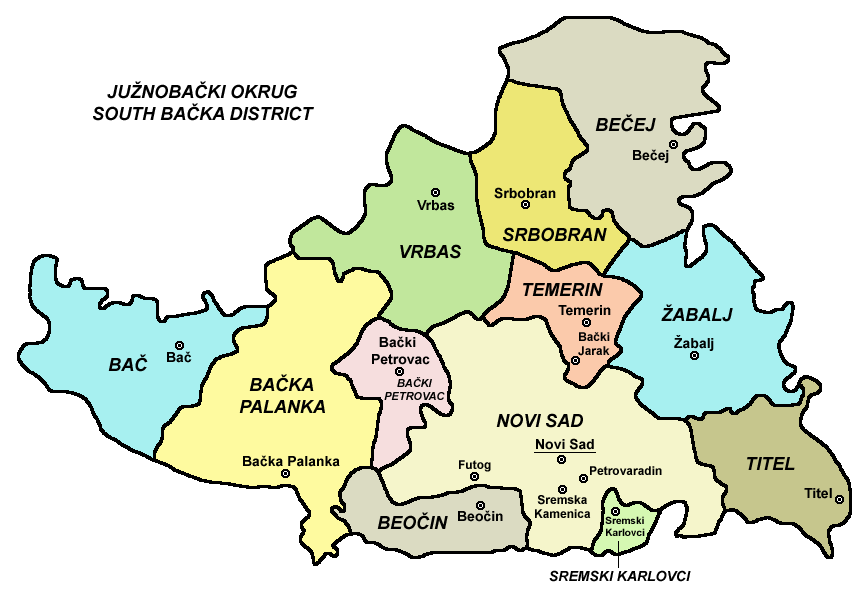
南バチュカ郡の地域区分

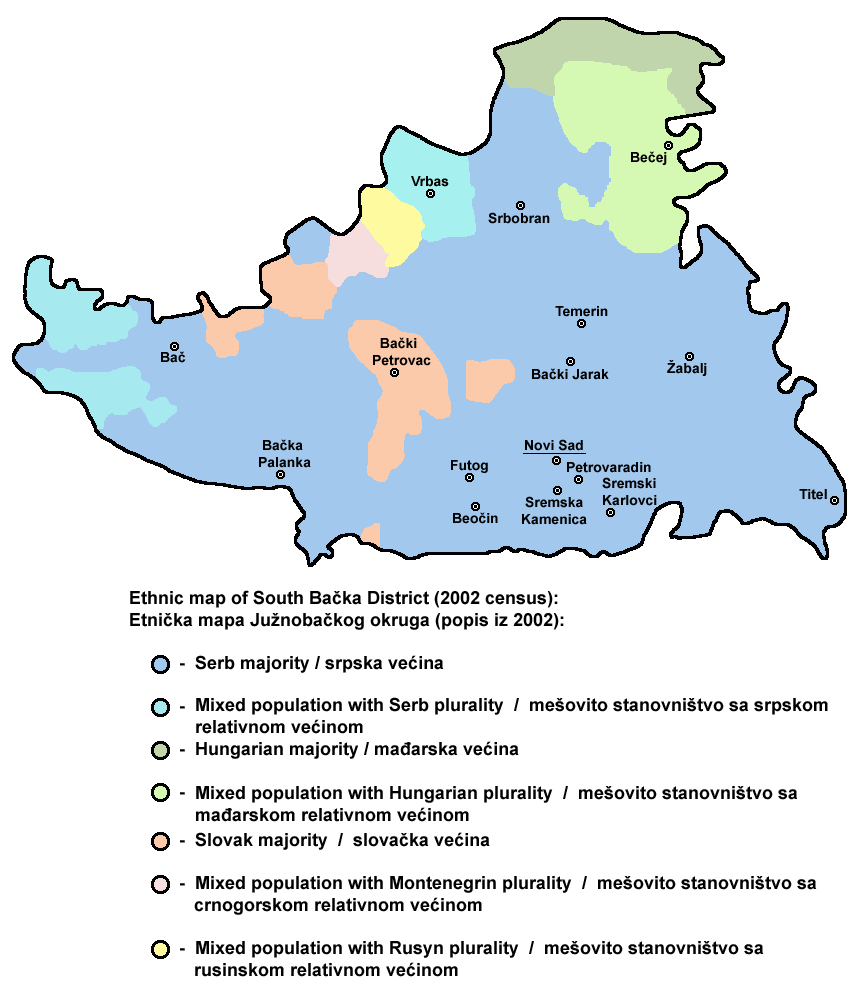
民族構成分布

## 民族構成
- セルビア人(71.98%)
- ハンガリー人(9.28%)
- スロバキア人(4.65%)
- ユーゴスラビア人(2.68%)
- クロアチア人(2.02%)
- パンノニア・ルシン人（Pannonian Rusyns）(1.25%)
- ロマ(1.01%)
- その他

ノヴィ・サド（75%）、スレムスキ・カルロヴツィ（76%）、ティテル（85%）、ジャバリ（86%）、ベオチン（68%）、スルボブラン（67%）、バチュカ・パランカ（78%）、テルメリン（64%）の8つの基礎自治体ではセルビア人が多数を占めている。バチュキ・ペトロヴァツはスロバキア人が66％を占めている。

## 文化
最初のセルビア人初等学校が1703年にボチェイに設立され、1791年にスレムスキ・カルロヴツィに中等教育機関（グラマースクール）が開設されている。
ノヴィ・サドはセルビアの人々にとっては古い文化や科学の故郷でもある。1826年にハンガリーブダペストのセルビア人によって設立された文化科学の機関マティツァ・スルプスカ（Matica srpska）は1864年にノヴィ・サドに移転して来た。また1861年にはセルビア国立劇場が設立されている。